# Batzel
Batzel är en ort i Mexiko.   Den ligger i kommunen Chilón och delstaten Chiapas, i den sydöstra delen av landet, 800 km öster om huvudstaden Mexico City. Batzel ligger 1 146 meter över havet och antalet invånare är 130.
Terrängen runt Batzel är kuperad söderut, men norrut är den bergig. Runt Batzel är det ganska tätbefolkat, med 54 invånare per kvadratkilometer. Närmaste större samhälle är Corostic, 4,2 km nordväst om Batzel. I omgivningarna runt Batzel växer i huvudsak städsegrön lövskog.